# Wendy Toms
Wendy Toms (Broadstone/Dorset, 1962. október 16. –) angol nemzetközi női labdarúgó-játékvezető.

## Pályafutása

### Nemzeti játékvezetés
A játékvezetői vizsgát 1988-ban tette le. Karrierje játékvezetőként indult, de hamar áttért az önálló partbírói szolgálatra, 1991-től már a negyedik Liga partjelzői keretének tagja. 1997-től első nőként a Football League és a Premier League asszisztense, 1999-ben a Leeds United–Coventry City találkozón debütált asszisztensként. 1997-től a Football Conference játékvezetője. A nemzeti játékvezetéstől 2005-ben vonult vissza.
| Időpont | Helyszín                   | Mérkőzés típusa         | Mérkőzés                         | Játékvezető | Eredmény |
| ------- | -------------------------- | ----------------------- | -------------------------------- | ----------- | -------- |
| 1999.   | Elland Road Stadion, Leeds | Premier League mérkőzés | Leeds United FC–Coventry City FC | Steve Dunn  | 4 – 3    |

#### Nemzeti kupamérkőzések

##### Angol labdarúgó-ligakupa
Az Angol Labdarúgó-szövetség (FA) Játékvezető Bizottsága szakmai munkájának elismeréseként megbízta, hogy a döntő találkozóját vezető Alan Wilkie 2. számú partbírójaként tevékenykedjen.
| Időpont           | Helyszín                      | Mérkőzés típusa | Mérkőzés                | Játékvezető | Eredmény | Nézők száma |
| ----------------- | ----------------------------- | --------------- | ----------------------- | ----------- | -------- | ----------- |
| 2000. február 27. | Marcel Saupin Stadion, Nantes | döntő           | Leicester City–Tranmere | Alan Wilkie | 2 – 1    | 74 313      |

### Nemzetközi játékvezetés
Az Angol labdarúgó-szövetség Játékvezető Bizottsága (JB) terjesztette fel nemzetközi játékvezetőnek, a Nemzetközi Labdarúgó-szövetség (FIFA) 2000-től tartotta nyilván bírói keretében. A FIFA JB központi nyelvei közül a angolt beszéli. Több nemzetek közötti válogatott és klubmérkőzést vezetett, vagy működő társának 4. bíróként segített. A nemzetközi játékvezetéstől a FIFA JB 45 éves korhatárát elérve 2005-ben vonult vissza.

#### Női labdarúgó-Európa-bajnokság
A női európai labdarúgó torna döntőjéhez vezető úton Anglia  rendezte a 2005-ös női labdarúgó-Európa-bajnokságot, ahol az UEFA JB játékvezetőként foglalkoztatta.

##### 2005-ös női labdarúgó-Európa-bajnokság

###### Európa-bajnoki mérkőzés
| Időpont         | Helyszín                  | Mérkőzés típusa              | Mérkőzés                  | Eredmény | Nézők száma |
| --------------- | ------------------------- | ---------------------------- | ------------------------- | -------- | ----------- |
| 2005. június 6. | Deepdale Stadion, Preston | csoportmérkőzés (B. csoport) | Franciaország–Olaszország | 3 – 1    | 954         |

#### Olimpiai játékok
Ausztrália adott otthont a XXVII., a 2000. évi nyári olimpiai játékok labdarúgó tornájának, ahol a FIFA JB bírói szolgálatra alkalmazta.

##### 2000. évi nyári olimpiai játékok
| Időpont              | Helyszín                               | Mérkőzés típusa              | Mérkőzés               | Eredmény | Nézők száma |
| -------------------- | -------------------------------------- | ---------------------------- | ---------------------- | -------- | ----------- |
| 2000. szeptember 19. | Melbourne-i Krikett Stadion, Melbourne | csoportmérkőzés (E. csoport) | Németország–Svédország | 1 – 0    | 7000        |

#### Nemzetközi kupamérkőzések
Vezetett kupadöntők száma: 1.

##### Női UEFA-kupa
| Időpont         | Helyszín                 | Mérkőzés típusa        | Mérkőzés                 | Eredmény | Nézők száma |
| --------------- | ------------------------ | ---------------------- | ------------------------ | -------- | ----------- |
| 2003.június 21. | Városi Stadion, Hjørring | döntő második mérkőzés | Fortuna Hjørring–Umeå IK | 0 – 3    | 2119        |